# Кенеи
Кене́и (Кенеяне; Кениты; др.-евр. קיני‬; лат. Cinei; греч. Κιναῖοι) — родственное евреям библейское кочевое племя (Быт. 15:19; 1Пар. 2:55), обитавшее на северо-западе Аравии. Из этого племени происходил тесть Моисея Иофор (Суд. 1:16).
В первый раз кенеи упоминаются во времена Авраама, в числе народов, земля которых была обещана Господом Аврааму (Быт. XV, 19). Находились в некоторой связи с мадианитянами, так как тесть Моисея, священник Иофор, называется кенеянином, хотя и жительствовал в земле мадиамской (Суд. 1:16 4:11). Посему-то кенеи имели большее или меньшее отношение к евреям и считались, хотя и отдаленными, потомками Авраама. Часть их, быть может, сблизилась с евреями в пустыне (Чис. 24:29—31). Валаам указывает на их укрепления и предсказывает разорение оных и плен их (Чис. 24:21, 22).
Во времена Деворы и Варака — обитали у дубравы в Цаанниме, близ города Кедеса. Другая ветвь кенитян, быть может главнейшая, обитала среди амаликитян, против которых Саул вёл истребительную войну. Желая уберечь родственный народ от истребления, Саул предложил им отделиться от среды амаликитян (1Цар. 15:6).
Города кенейские упоминаются в эпоху царя Давида (1Цар. 30:29).